# Аджигіол
Аджигіол (рум. Agighiol) — село у повіті Тулча в Румунії. Входить до складу комуни Валя-Нукарілор.
Село розташоване на відстані 229 км на схід від Бухареста, 17 км на південь від Тулчі, 97 км на північ від Констанци, 79 км на південний схід від Галаца.

## Населення
За даними перепису населення 2002 року у селі проживали 1865 осіб.
Національний склад населення села:
| Національність | Кількість осіб | Відсоток |
| -------------- | -------------- | -------- |
| румуни         | 1857           | 99,6%    |
| цигани         | 7              | 0,4%     |

Рідною мовою назвали:
| Мова      | Кількість осіб | Відсоток |
| --------- | -------------- | -------- |
| румунська | 1858           | 99,6%    |
| циганська | 7              | 0,4%     |